# Fergusonite-(Y)
La fergusonite-(Y) (simbolo IMA: Fgs-Y) è un minerale appartenente al gruppo della fergusonite con la composizione chimica YNbO4.

## Etimologia e storia
Il minerale deve il suo come a Robert Ferguson (8 settembre 1769 – 3 dicembre 1840), politico e collezionista di minerali scozzese. Il suffisso è stato aggiunto nel 1987 per conformarsi alla regola di Levinson per i minerali contenenti elementi delle terre rare, in questo caso l'ittrio.

## Classificazione
Nella nona edizione della sistematica dei minerali secondo Strunz, la fergusonite-(Y) è elencata nella classe "7. Solfati (selenati, tellurati, cromati, molibdati, tungstati)" e da lì nella sottoclasse "7.G Molibdati, Tungstati e Niobati"; questa è ulteriormente suddivisa in base alla composizione del minerale in modo che esso possa essere trovato nella sezione "7.GA Senza anioni aggiuntivi o H2O" dove forma il sistema nº 7.GA.05 insieme a fergusonite-(Ce), fergusonite-(Nd), powellite, scheelite, stolzite e wulfenite.
Nella Sistematica dei lapis (Lapis-Systematik) di Stefan Weiß, la fergusonite-(Y) si trova nella classe degli "ossidi" e nella sottoclasse degli "ossidi con rapporto metallo:ossigeno = 1:2 (MO2 e composti correlati)" dove forma il sistema nº IV/D.24 insieme a takanawaite-(Y), iwashiroite-(Y), clinofergusonite-(Y), clinofergusonite-(Ce), clinofergusonite-(Nd), fergusonite-(Ce), fergusonite-(Nd), formanite-(Y) e raspite.
Nella classificazione dei minerali secondo Dana, usata principalmente nel mondo anglosassone, la fergusonite-(Y) è elencata nella classe "ossidi multipli con Nb, Ta e Ti" e da lì nella sottoclasse "ossidi multipli con Nb, Ta e Ti con la formula ABO4" dove forma il "gruppo della fergusonite" con il sistema nº 08.01.01 insieme a fergusonite-(Ce), fergusonite-(Nd) e formanite-(Y).

## Abito cristallino
La fergusonite-(Y) cristallizza nel sistema tetragonale nel gruppo spaziale I41/a (gruppo nº 88) con i parametri reticolari a = 5,15 Å e c = 10,089 Å, con 4 unità di formula per cella unitaria.

## Modificazioni e varietà
La clinofergusonite-(Y) (simbolo IMA: Fgs-Y-β) è un minerale dimorfo della fergusonite-(Y) appartenente anch'esso al gruppo della fergusonite. Inizialmente il minerale era precedentemente chiamato β-fergusonite-(Y), ma alla sua scoperta venne denominato fergusonite-beta; nel 1987 venne rinominato fergusonite-beta-(Y) nell'ambito di una revisione della nomenclatura dei minerali contenenti le terre rare.
L'attuale nome è stato assegnato nel 2022 dall'IMA in seguito alla revisione delle nomenclature, il prefisso clino è stato scelto per sottolineare il fatto che la clinofergusonite-(Y) cristallizza nel sistema monoclino nel gruppo spaziale con i parametri reticolari a = 5,292 Å, b = 10,94 Å e c = 5,069 Å.
Nella classificazione Nickel-Strunz si trova nella sezione "4.DG Con cationi di grande dimensione (± cationi di media dimensione); catene di ottaedri che condividono uno spigolo" nel sistema nº 4.DG.10.

## Origine e giacitura
La fergusonite-(Y) è un minerale piuttosto comune, ma trovato in piccole quantità tipicamente nelle pegmatiti granitiche contenenti terre rare associata a monazite, gadolinite, thalenite, euxenite, allanite, zircone, biotite e magnetite.
I siti di ritrovamento sono sparsi in tutto il mondo.
In Italia è stata trovata a: Courmayeur (Val d'Aosta); Magliolo (Liguria); Beura-Cardezza, Craveggia, Trontano e Varzo (Piemonte); in Val di Vizze e a Predazzo (Trentino-Alto Adige).
L'elenco delle altre località è molto lungo e si rimanda alle fonti per la consultazione.

## Forma in cui si presenta in natura
La fergusonite-(Y) si presenta in cristalli dipiramidali prismatici o aciculari, con dimensioni fino a 20 cm, ma anche in forme granulari.
Tali cristalli hanno una lucentezza da vitrea a terrosa e un colore che va dal grigio, al giallo, al marrone. Il colore del suo striscio va dal giallo-marrone al grigio verdastro.